# 조소 우호협조 및 상호원조 조약
조소 우호협조 및 상호원조 조약(러시아어: Договор о дружбе, сотрудничестве и взаимной помощи между СССР и КНДР)은 1961년 7월 6일 소련과 조선민주주의인민공화국 양국이 소련 모스크바에서 맺은 조약으로 소련의 니키타 흐루쇼프 서기장과 조선민주주의인민공화국의 김일성 내각 수상이 이 조약에 서명했다.

## 배경
6.25 전쟁이 끝난 이후에도 남침의 의지가 있었던 김일성은 우방국의 지지를 얻고자 소련에 접근하였다. 이 조약을 통해서 북한은 소련으로부터 경제 차관 및 군사 원조를 받게 되었다. 남한과 소련의 수교가 이뤄지고 보리스 옐친 러시아 대통령이 1996년에 조약의 기한을 늘리지 않겠다고 선언하며 1996년에 폐기되었다. 이후 북한과 러시아 간 별다른 안보 조약은 없었으나,  블라디미르 푸틴 대통령이 2024년에 포괄적 전략 동반자 협정을 김정은 국무위원장과 평양에서 다시 체결했다.

## 조약 내용
- 제1조 체약 쌍방은 그들이 앞으로도 극동과 전세계의 평화와 안전의 보장을 목적으로 하는 모든 국제적 활동에 참가할 것이며 이 고귀한 과업의 수행에 기여할 것을 성명한다. 체약일방이 어떠한 국가 또는 국가련합으로부터 무력침공을 당함으로써 전쟁상태에 처하게 되는 경우에 체약 상대방은 지체없이 자기가 보유하고 있는 온갖 수단으로써 군사적 및 기타 원조를 제공한다.
- 제2조 체약 각방은 체약 상대방을 반대하는 어떠한 동맹도 체결하지 않으며 체약 상대방을 반대하는 어떠한 연합이나 행동 또는 조치에도 참가하지 않을데 대한 의무를 진다.
- 제3조 체약 각방은 평화와 전반적 안전의 공고화를 촉진시킬 것을 념원하면서 량국의 리해관계와 관련되는 모든 중요한 국제문제들에 대하여 호상 협의한다.
- 제4조 체약 쌍방은 평등과 국가주권의 호상존중, 령토완정, 호상 내정불간섭의 원칙들에 립각하여 친선과 협조의 정신에서 조선민주주의인민공화국과 쏘베트사회주의공화국연맹 간의 경제적 및 문화적 관계를 강화발전시키며, 경제 및 문화 분야에서 가능한 모든 원조를 호상 제공하며 필요한 협조를 실현할데 대한 의무를 진다.
- 제5조 체약쌍방은 조선의 통일이 평화적이며 민주주의적인 기초 우에서 실현되어야 하며 그리고 이와 같은 해결이 조선인민의 민족적 리익과 극동에서의 평화 유지에 부합된다고 인정한다.
- 제6조 조약은 평양시에서 비준서를 교환한 날부터 효력을 발생한다.

조약은 10연간 효력을 가진다.
체약 일방이 기한 만료 1연전에 조약을 폐기할데 대한 희망을 표시하지 않는다면 조약은 다음 5연간 계속하여 효력을 가지며 이와 같이 절차에 의하여 앞으로 유효기간이 연장된다.

본 조약은 1961年 7月6日 모스크바에서 조선어와 로어로 각각 2부씩 작성되였으며 이 두 원문은 동등한 효력을 가진다.

## 같이 보기
- 6.25 전쟁
- 냉전
- 조중우호, 협조 및 호상원조에 관한 조약
- 러시아-조선민주주의인민공화국 관계